# Bryan Greenberg
Bryan E. Greenberg (født 24. maj 1978) er en amerikansk skuespiller og musiker. Han er mest kendt for sin rolle som Jake Jagielski i The CWs tv-serie One Tree Hill og som Nick Garrett i ABCs drama October Road.